# بخش سن
بخش سن (به فرانسوی: Arrondissement de Sens) یک بخش در فرانسه است که در یون واقع شده‌است.